# Ammolabrus dicrus
Ammolabrus dicrus е вид лъчеперка от семейство Labridae. Видът е незастрашен от изчезване.

## Разпространение и местообитание
Разпространен е в Малки далечни острови на САЩ и САЩ.
Среща се на дълбочина от 7 до 18 m.

## Описание
На дължина достигат до 9,4 cm.